# Deuses ferreiros
Deuses ferreiros normalmente estão ligados (ou são os próprios deuses regentes) ao fogo, ao ferro e ao metal, ou algumas vezes aos deuses guerreiros, outros, posteriormente, viravam deuses da guerra, outros ainda foram convertidos por outras religiões em demônios. 
Entenda-se deuses como deidades, podendo serem deuses, semideuses, entidades ou santos.
Desde os primórdios da humanidade o homem cultua as forças da natureza e através dos deuses ele as representava, bem como alguns elementos.
Apesar de o metal já ser conhecido, pois, muitos povos usavam o metal de meteoros ou sílex para fazer facas, pontas de flechas e instrumentos para perfurar, que eram tratados como a pedra, através da percussão e do polimento. O forno, o fole, a bigorna, o martelo e a técnica de fusão e tratamento do ferro revolucionaram o uso dos metais, possibilitando o surgimento da metalurgia, com a qual o homem passou a produzir a própria matéria de que serão feitas ferramentas. O ferreiro passou a ser o mestre e o fabricante de ferramentas e armas, adquirindo, em todos os povos que dominam a metalurgia, um papel de destaque. Com seus segredo, rituais e tecnologia, os ferreiros passam a influenciar a representação dos deuses de vários povos, além de criarem uma série de novos Tabus. Surgem os deuses ferreiros ou os deuses que usam o martelo, a bigorna ou mesmo o fogo, na forma de raio, para simbolizar o poder e a força. Surgem os tabus que afastam as oficinas das aldeias impedindo o acesso de pessoas estranhas à atividade metalúrgica e, principalmente, a presença de mulheres. Acreditava-se, em alguns povos, que se a mulher olhasse o trabalho do ferreiro, uma grande maldição ou praga cairia sobre ele. O poder do ferro, e consequentemente, do fole, do martelo e da bigorna, é tão grande que estas ferramentas passam a ser vistas como mágicas, atuando por conta própria.
O dia 19 de maio é considerado o Dia do Cuteleiro (dia de São Dunstão), ferreiro especializado em fazer facas, espadas e lâminas em geral, que pratica a Cutelaria. Porém, existem controvérsias quanto ao verdadeiro Dia do Ferreiro e Dia do Cuteleiro entre eles constam 24 de fevereiro, 27 de fevereiro (Dia de São Baldomero), 19 de maio (dia de São Dunstão), 26 de maio, 1 de setembro (Dia de Santo Egídio), 8 de setembro (Dia de Santo Adriano), 23 de novembro (Dia de São Clemente), 1 de dezembro (Dia de Santo Elói ou Elígio), e ainda tem o Dia Internacional do Ferreiro (costuma ser no 4º Sábado de Maio de cada ano).
Visando um sincretismo entre os diversos Panteões, povos e religiões, sem compará-los com relação às suas diferenças de entendimento (por exemplo: um Deus em uma religião pode ser interpretado como um demônio em outra), vamos listá-los abaixo de forma resumida.

## Agni (Hindu)
Agni é o Deus do Fogo hindu. Atar, no Zoroastrismo, literalmente quer dizer fogo, símbolo de força radiante e criadora de vida de Aúra-Masda. No Budismo Indo-Tibetano, ele é um lokapala e guarda o Sudeste.

## Angra (Tupi-Guarani)
Angra é a deusa do fogo e da metalurgia na mitologia tupi-guarani.

## Bastet (Egito)

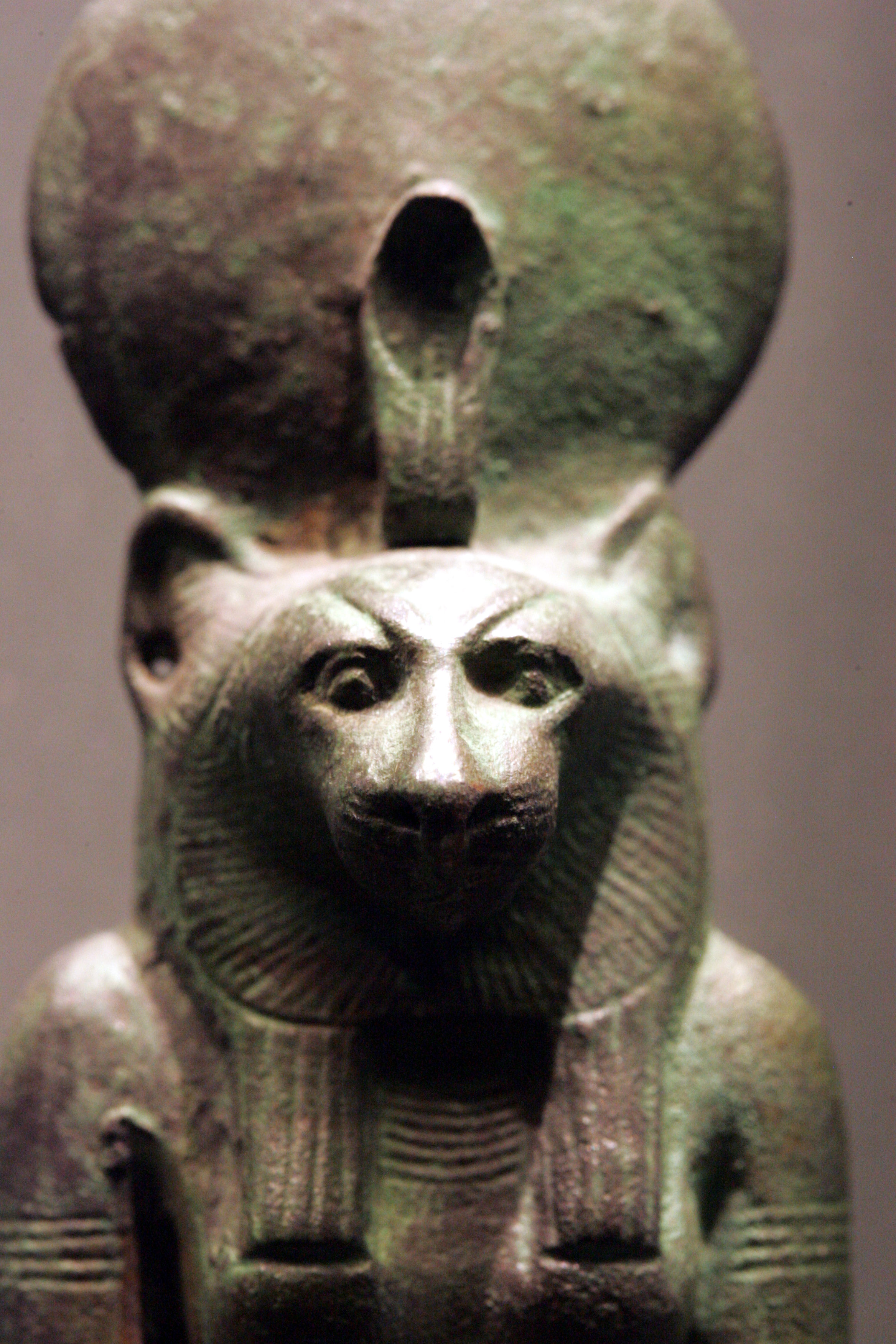
Bastet

Bastet, Bast, Ubasti, Ba-en-Aset ou Ailuros (palavra grega para "gato"). Deusa egípcia com cabeça de gato. Filha de Rá. Deusa do lar, do fogo e das mulheres grávidas. 

## Brigit (Celta/Britânica e Irlandesa)
Brigit é uma deusa britânica celta e na irlanda. Três deusas associadas ao Fogo e ao trabalho com metais, à poesia e com a maternidade e o nascimento. É filha de Daghda. Na Bretanha prérromana, era a Deusa protetora da tribo Brigantes, e tem associações com rios como tantas deusas celtas. Era confundida na mitologia cristã com Bridget.

## Camaxtli (Chichimeca e Tlaxcalteca)
Camaxtli' era o deus da caça, da guerra, da esperança e do fogo (que havia inventado). Foi um dos quatro deuses criadores da terra. Os Chichimecas o consideravam seu deus tribal. Esse deus está ligado à mitologia Tlaxcalteca.

## Ciclopes (Grecorromano)

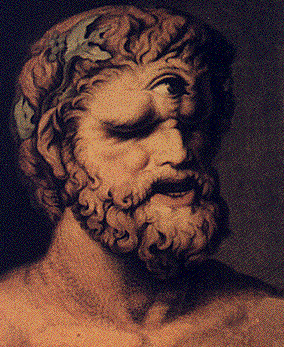
Cíclope Polifemo

Eram deuses ferreiros também. 

## Credne (Celta/Irlandês)
Credne, o artesão é um deus Irlandês (Celta). Um dos três Deuses-ferreiros. Artesão do metal trabalhado, em geral bronze, latão ou ouro. Os outros dois são Goibhniu e Luchta.

## Crisor (China)
Na mitologia chinesa uma das divindades dos antigos povos orientais, identificada como Vulcano.

## Deus do Martelo (Celta|Gaulês/Continental)

Dagda

O Deus do Martelo não tem nome registrado ou escrito, só restaram alguns registros é um deus Gaulês Continental (Celta). Várias imagens e ícones ainda restam. Representado como homem barbudo de aspecto agradável e amistoso. Sempre traz um malho (martelo) grande em geral com cabo comprido. Quase sempre com uma caneca ou panela. Em várias imagens a cabeça é coroada de folhas, e costuma ser representado acompanhado por um cão. Restam ainda algumas inscrições; algumas lhe dão o nome de Sucellus (Bom Golpeador), ocasionalmente é confundido com Silvanus, deus romano; embora deva se observar que o Silvanus romano nunca é visto com um malho). Por seus atributos, também é identificado com Daghda. Parece ter várias funções: curandeiro, espírito que preside as colheitas, e, de modo especial, a vindima, protetor e espírito Silvestre.

## Goibhniu (Celta|Irlandês)
Goibhniu, o ferreiro é um Deus celta da antiga Irlanda seu nome deriva de Goban (Ferreiro). Deus da arte da ourivesaria, forma uma trindade com Credne e Luchta, que além do seu ofício de ferreiro mágico também é conhecido como promotor do Fled Goibnenn, um Banquete Sagrado. Associado também à preparação de bebidas fermentadas (também era o deus da cerveja), algumas lendas contam que ele formulou e possuía uma poção da imortalidade, o elixir da vida eterna; Hefaistos (grego) era um deus ferreiro que também preparava cerveja. Seu nome preservou-se em Abergavenny (rio de Goibhniu). Na mitologia galesa, seu equivalente é Govannon.

## Govannon (Celta|Gália)
Veja acima Goibhniu, deus Irlandês (Celta).

## Hadúr (Hungria)
Hadúr, algumas vezes grafado Hadur ou Hodur, era a princípio o Deus do Fogo e posteriormente o Deus da Guerra na religião nativa dos húngaros, anterior ao cristianismo. Ferreiro dos Deuses, tem como seu metal sagrado o cobre. Supostamente forjou a lendária Espada de Deus (Isten Kardja), que foi encontrada por Átila, o Huno, e que possibilitou a ascensão dos Hunos (Império Huno). Era costume sacrificar garanhões brancos para ele antes de uma batalha.

## Hefesto (Grécia) ou Vulcano (Roma)

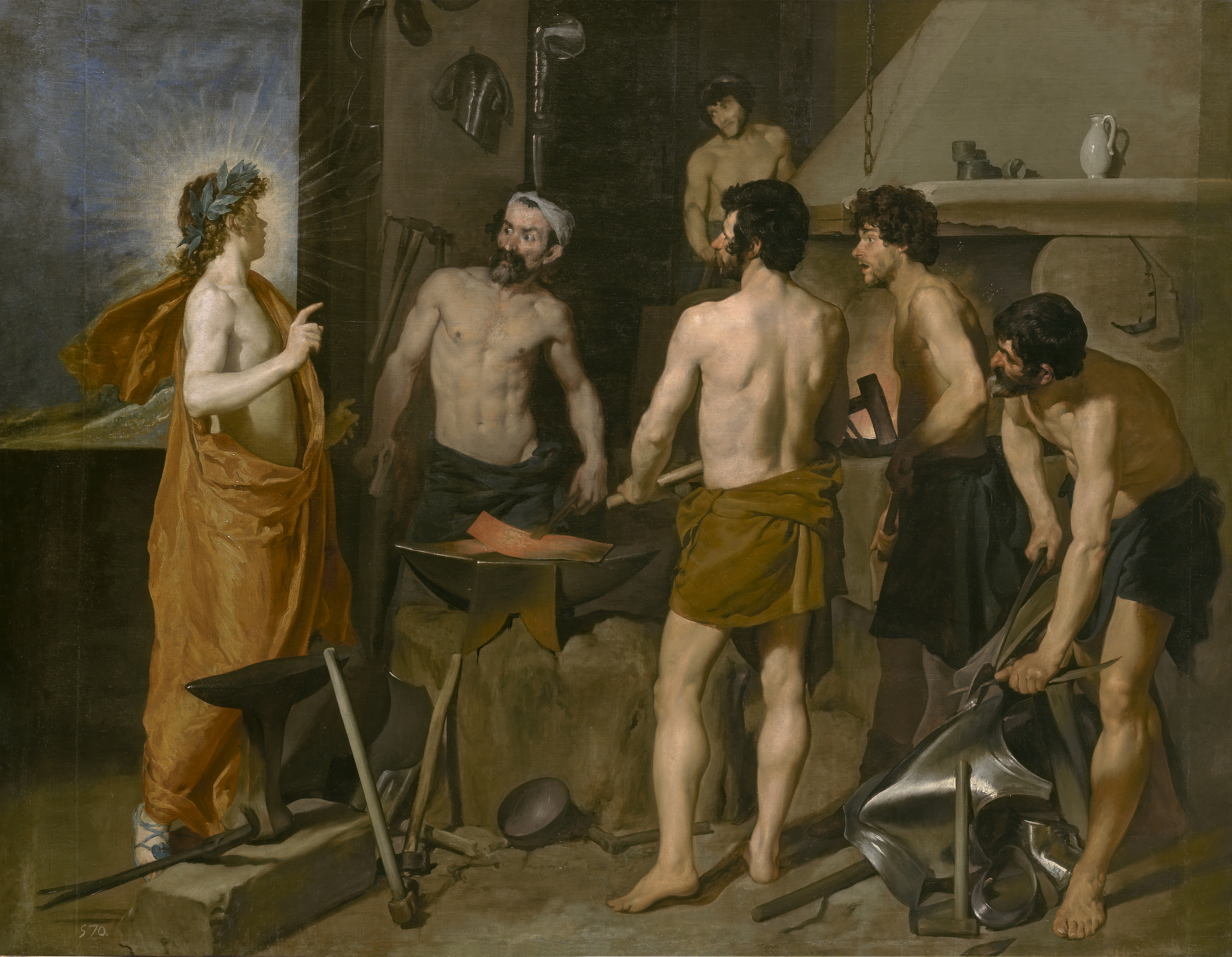
A forja de Vulcano, 1630, pintura de Velázquez

Hefesto ou Hefaísto (em grego: Ήφαιστος), era um deus da mitologia grega, filho de Hera e Zeus, conhecido como Vulcano na mitologia romana. Era a divindade do fogo, dos metais e da metalurgia, conhecido como o ferreiro divino. Hefesto foi responsável, entre outras obras, pela égide, escudo usado por Zeus em sua batalha contra os titãs. Construiu para si um magnífico e brilhante palácio de bronze, equipado com muitos servos mecânicos. De suas forjas saiu Pandora, primeira mulher mortal.

## Huracán (Maia)
Huracán é um dos três principais deuses da mitologia maia, deus dos ventos, das tempestades e do fogo que depois se incumbia da perene construção e destruição na natureza.
Temido, era chamado o de uma só perna por vezes representado como uma serpente. A ele se atribuiu uma grande inundação depois que os homens se rebelaram contra os deuses, e após fazer cessar as chuvas torrenciais que provocara, evocou repetidamente terra, terra até que a terra emergiu dos oceanos.
É seguro afirmar que seu nome deu origem ao vocábulo "furacão" na língua portuguesa.

## Kotar (Canaanita)
Kotar, Kautar ou Chusor — deus canaanita da metalurgia, senhor de feitiços e encantamentos. Construiu um palácio para o deus Baal e forjou as armas para a luta contra o deus-mar Jamm.

## Loki (Nórdico/Viking)

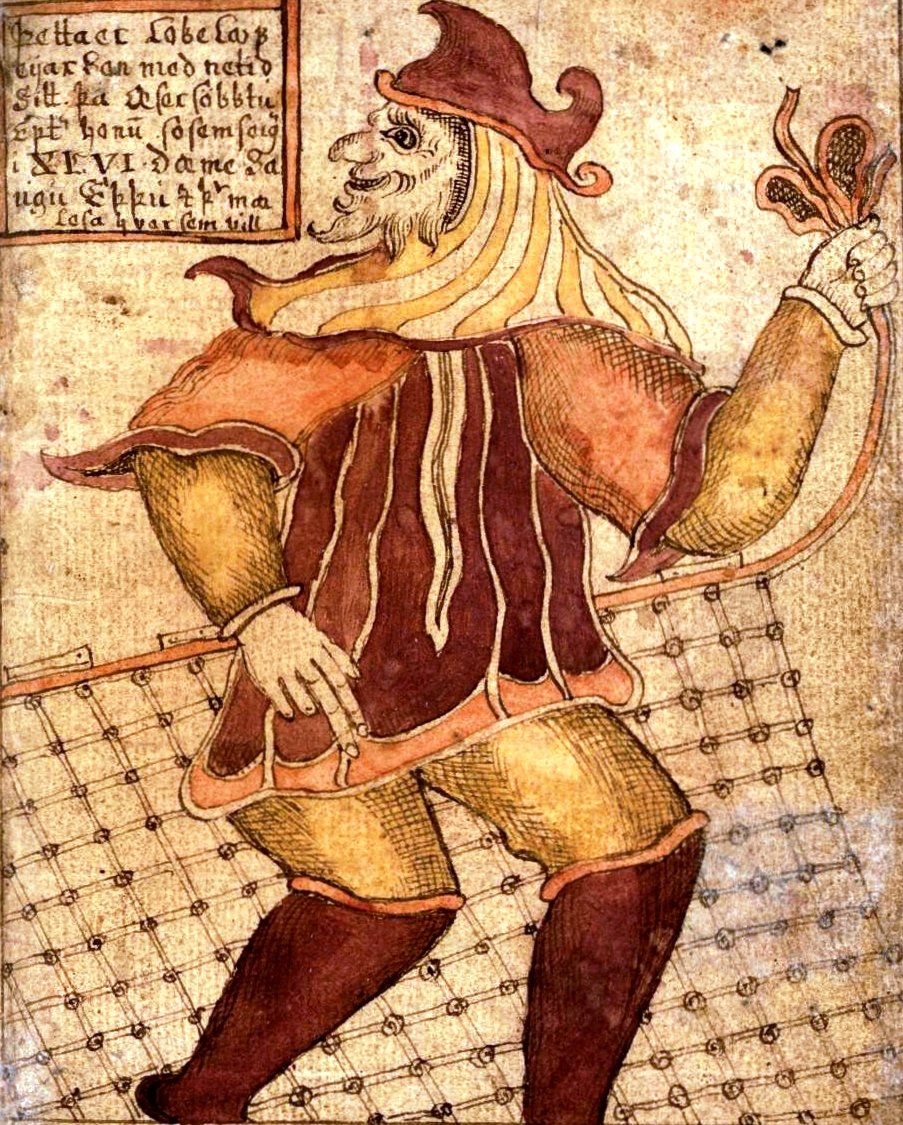
Loki

Loki ou Loke — Deus nórdico do Fogo. 

## Luchta (Celta|Irlandês)
Luchta é um deus ferreiro Irlandês (Celta). De uma tríade de Deuses-Ferreiros com Credne e Goibhniu, é artesão, mecânico e artífice.

## Manco Capac (Inca)

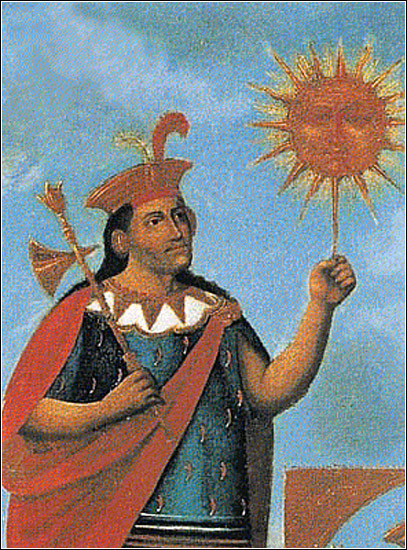
Manco Capac

Manco Capac foi o primeiro rei da cidade de Cuzco nascido no século XI, havendo várias lendas que recontam sua história. 
Estima-se que Manco Capac morreu em 1107. Ele reinou antes de ser criado o título Supa Inca, tanto que seu nome incorpora o título Capac que até então usava e que grosseiramente pode ser traduzido como senhor da guerra.
No mito da Lenda Inty, Manco Capac é tido como filho de Inty, o deus do sol e irmão de Pachacamac. Ele e seus irmãos foram enviados pelo deus sol e emergiram neste mundo nas cavernas de Pacaritambo trazendo um povo dourado chamado de tapac-yauri.
Ele teria sido instruído a construir um templo para o deus Sol no lugar onde emergiram da terra mas o lugar não era apropriado e então eles viajaram por túneis subterrâneos até Cuzco onde erigiram um templo em honra ao pai deles, Inti, o deus Sol.
Durante a viagem para Cuzco, um irmão (e também uma das irmãs) de Manco Capac se transformou em pedra (Huaca).
Numa outra versão, os irmãos de Manco Capac emergiram no Lago Titicaca.

## Ogum (Candomblé, Santeria e Culto Tradicional Iorubá)
Ogum (em iorubá: Ògún) é, na mitologia iorubá, o orixá ferreiro, senhor dos metais. Segundo algumas lendas, certo dia Ogum estava caminhando por uma estrada quando viu uma bola de fogo descer do céu, ouviu um barulho estrondoso e foi ver onde aquela bola de fogo havia caído. Ao chegar lá, viu na cratera um metal desconhecido e que após algum tempo se endureceu, e era muito forte, e o usou para  forjar suas ferramentas, tanto para a caça, como para a agricultura, e para a guerra. Na África seu culto é restrito aos homens, e existiam templos em Ondô, Equiti e Oió. Era o filho mais velho de Odudua, o fundador de Ifé.
Ogum é considerado o primeiro dos orixás a descer do Orum (o céu), para o Aiê (a Terra), após a criação, um semideus visando uma futura vida humana. Em comemoração a tal acontecimento, um de seus vários nomes é Oriqui ou Ossim Imolê, que significa o "primeiro orixá a vir para a Terra".
Ogum foi provavelmente a primeira divindade cultuada pelos povos iorubás da África Ocidental. Acredita-se que ele tenha wo ile sun, que significa "afundar na terra e não morrer", em um lugar chamado 'Irê-Equiti'.
No Candomblé sua cor é o azul-marinho ou verde, na Umbanda sua cor é o vermelho é sincretizado com São Jorge e em algumas religiões afro-brasileiras com São Sebastião.
Na Santeria cubana – Oggun: Orisha do ferro e dos minerais, gosta da guerra, por isso não é bem-vindo entre os outros santos. É simbolizado pelos machados, martelos e outros instrumentos feitos de ferro e metal. Seus colares e suas cores são o preto e o verde e seu número é o 7. (Ver: Religião em Cuba)

## Ptá (Egito)

Ptá

Ptá, Tanen, Ta-tenen, Tathenen ou Peteh. O deus do fogo egípcio. Os egípcios deram à sua terra o nome do deus do Fogo e da Alquimia. Hete-Cá-Ptá: "A Terra do Corpo Sutil de Ptá", ou simplesmente Egito. Criador do mundo e patrono dos artífices.

## Qaynan (Pré-islâmico)
Na Arábia pré-islâmica deus dos ferreiros e criador do ofício. A palavra árabe Qain significa ferreiro. 

## Santo Adriano (Igreja Católica)

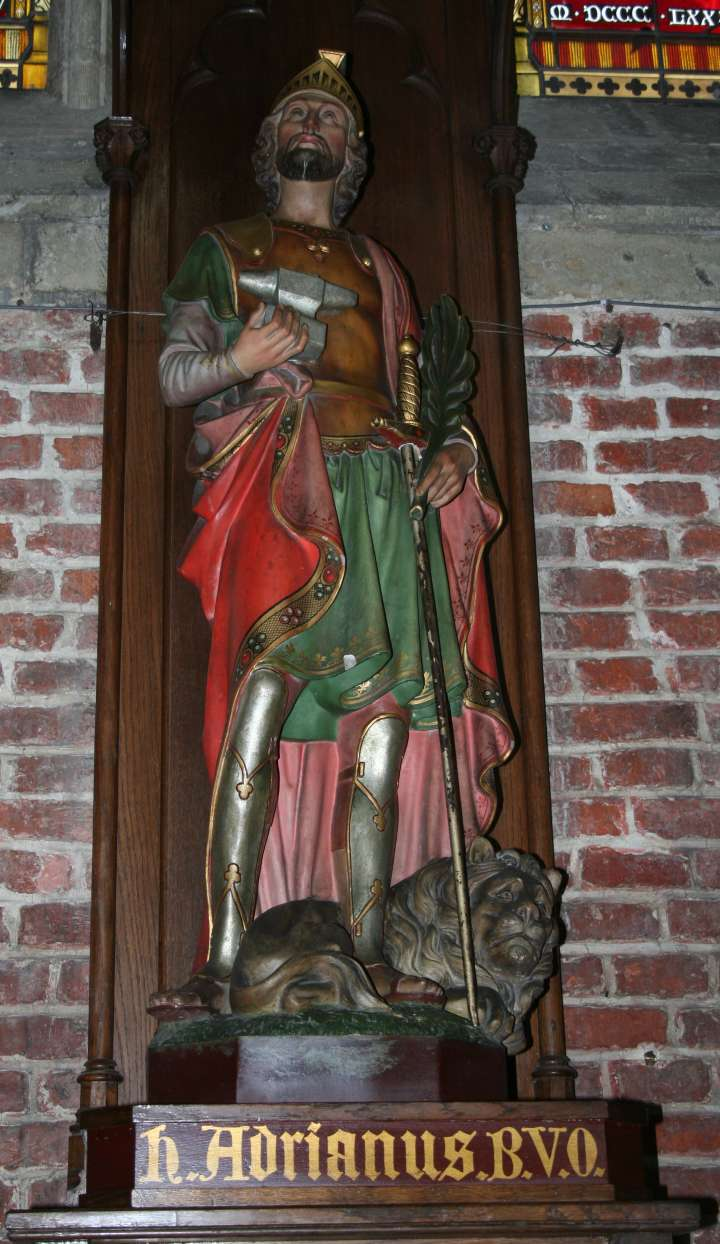
Santo Adriano

Comemorado em 08/09 - Protetor dos carcereiros e dos ferreiros. 

## Santo Elígio ou Santo Elói (Igreja Católica)
Santo Elígio (Santo Elói) — comemorado em 01/12 - Protetor dos ourives, mecânicos, pelos que trabalham com metal, ferreiros, seleiros, ferradores, carroceiros e garagistas. 

## São Baldomero (Igreja Católica)
Comemorado em 27/02 - Padroeiro dos ferreiros e chaveiros. 

## São Dunstão (Igreja Católica)

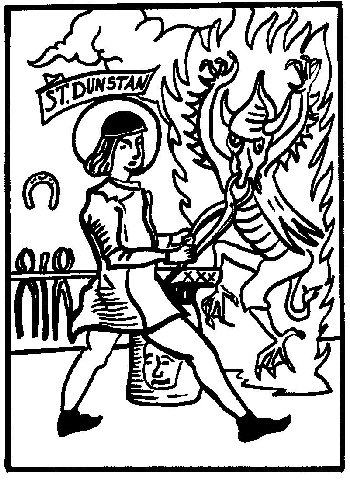
São Dunstão enfrenta o Demônio

São Dunstão de Cantuária, padroeiro do ferreiros, sua festa é em 19 de maio.

## São Jorge (Igreja Católica)

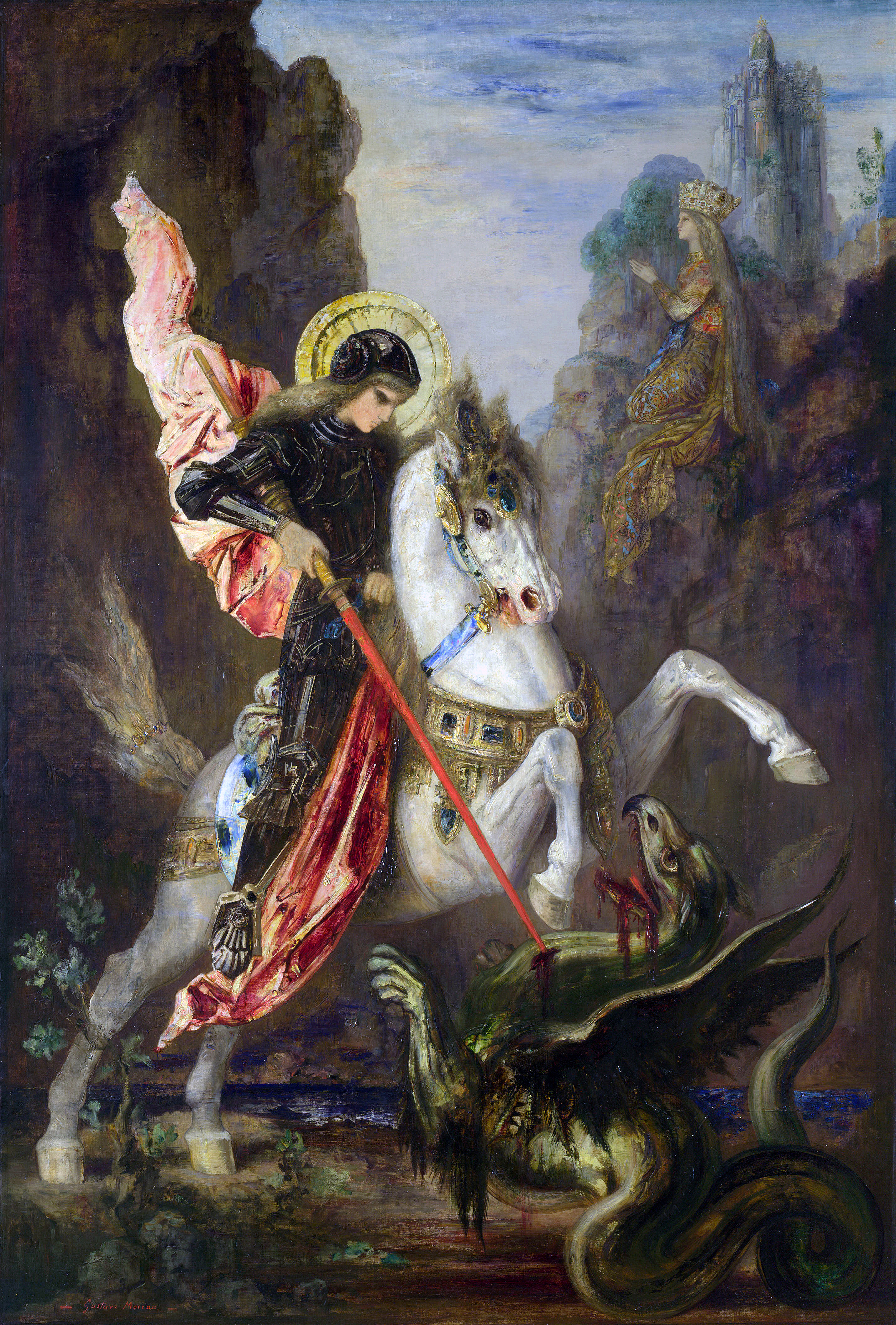
São Jorge

Comemorado em 23/04 - Protetor dos cavaleiros e dos escoteiros. Sincretizado na Umbanda com Ogum. 

## São Sebastião (Igreja Católica)

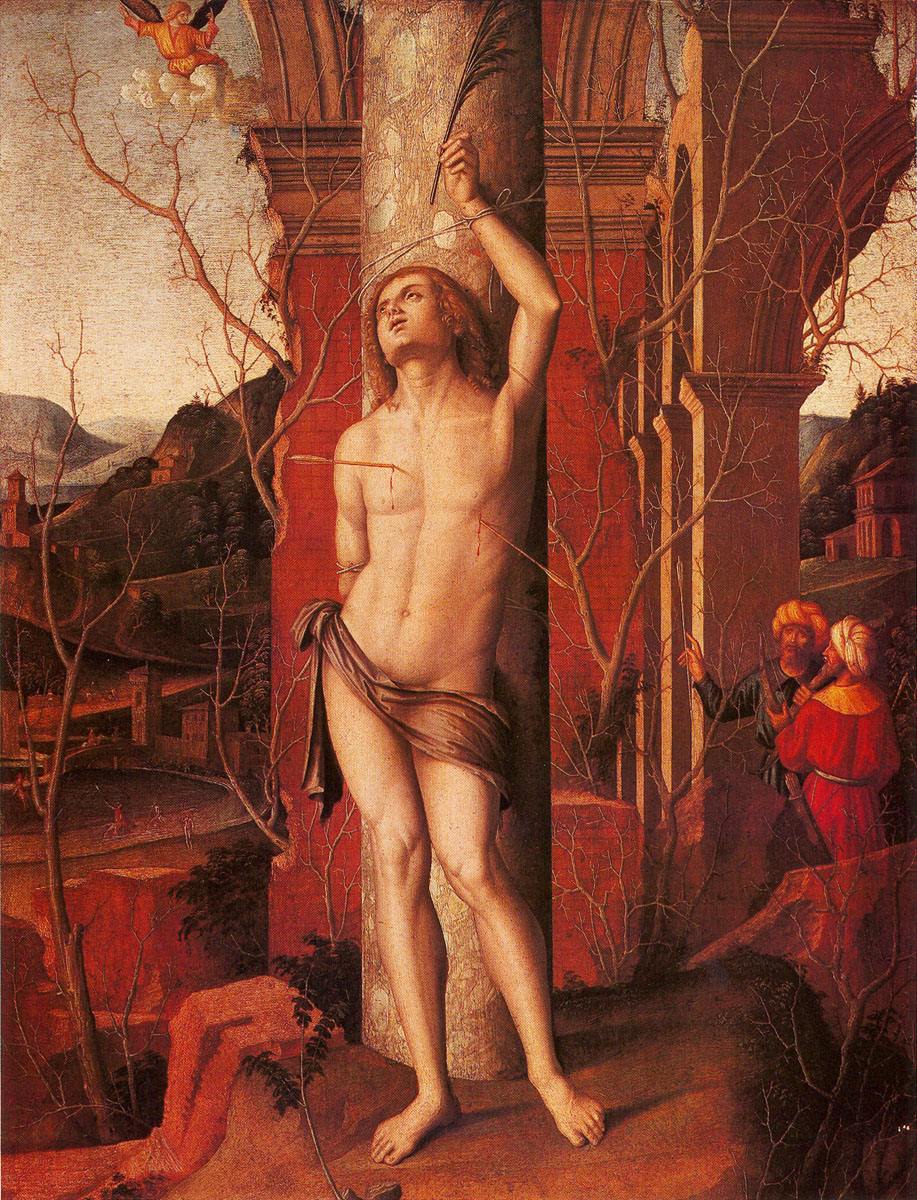
São Sebastião por Marco Palmezzano

Comemorado em 20/01 - Protetor dos presos, dos arqueiros, de pessoas com feridas, pestes e doenças contagiosas. Sincretizado em alguns Candomblés com Ogum.

## Tor (Nórdico/viquingue)
{{Artigo principal|[[Tor (deus)}}

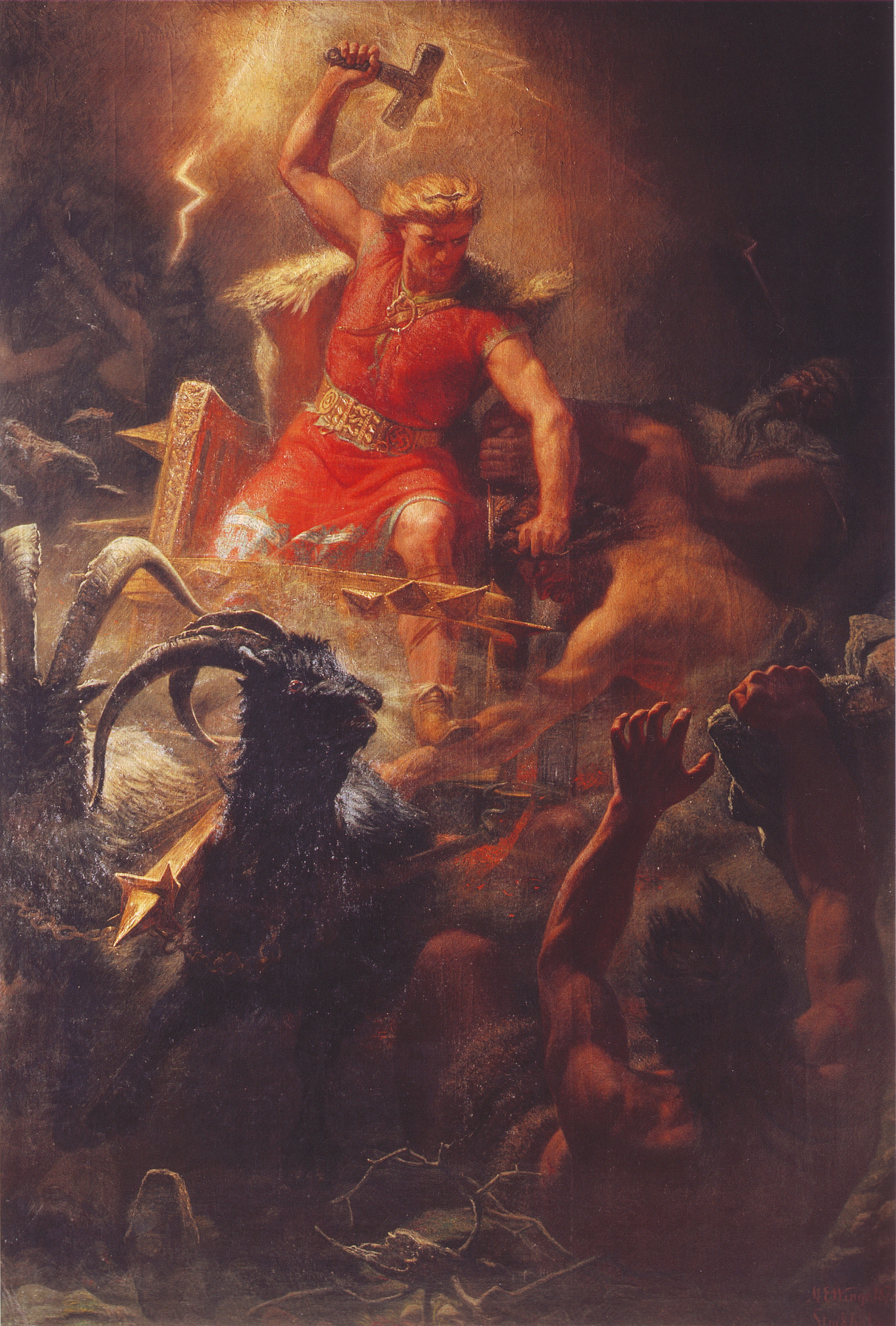
Thor

O deus da batalha e da forja, da guerra da vitalidade e do trabalho. Filho de Odim. Senhor dos Trovões e mestre dos trabalhos nos metais. Grande construtor.

## Varuna (Vedas/Índia)
Varuna é um deus indiano da criação. Possivelmente é a mais augusta divindade do panteão védico.
Varuna era um deus arquiteto e ferreiro, devido a isso possuía um conhecimento infinito. Organizou os ciclos do Sol, colocou cada rio em seu caminho, ordenou as fases da Lua, estruturou o relevo da Terra e se encarregou de nunca deixar o oceano cheio demais. Por tudo isso ele tornou-se o rei dos deuses e assim pôde dominar também sobre o destino dos homens; sustentando a vida e a protegendo do mal. Porém um grande monstro desafiou os deuses e também Varuna. E uma profecia revelou que Varuna não poderia vencê-lo. O único capaz de vencer o monstro seria Indra, que ainda nasceria, e após vencer, tomaria o lugar de Varuna. Varuna tentou impedir o nascimento de Indra, mas foi impossível, o jovem deus nasceu e tendo poder sobre os raios e tempestades venceu o monstro e se tornou o novo rei dos deuses. Varuna então se tornou o rei dos oceanos e senhor da Noite, dividindo o céu com Surya, o deus do Dia.

## Xiuhtecuhtli ou Huehueteotl (Aztec)

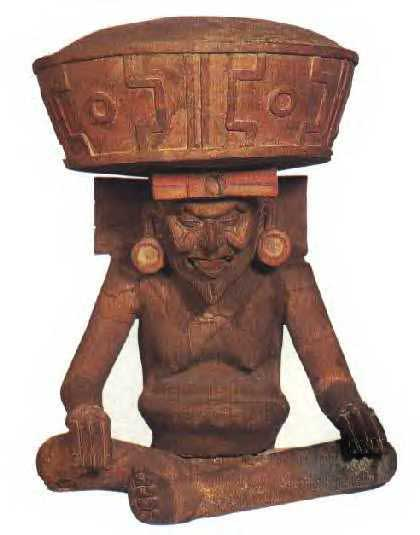
Huehueteotl / Xiuhtecuhtli

Xiuhtecuhtli era o deus do fogo, um dos mais antigos do panteão asteca. Também conhecido como Huehueteotl.

## Xocotl (Aztec)
Xocotl é o deus asteca do fogo e das estrelas.

## Outros
- Al Ait
- Ama-Tsu-Mara
- Cacus
- Eate
- Fudo
- Funzi
- Futsu-Nushi-no-Kami
- Girru
- Hainuwele, de Ceram, Indonésia
- Hasameli ou Hasammeli — Deus ferreiro entre os hititas, adorado como descobridor da arte de trabalhar o ferro.
- Hastsezini
- Jagaubis
- Kagu-tsuchi ou Kagutsuchi (カグツチ), também chamado Kagutsuchi no kami (迦具土の神), Hinokagutsuchi (火之迦具土), ou Ho musuhi (火産霊), é o kami (神 "deus; deidade") do fogo na Mitologia Japonesa.
- Kinichkakmo deus do fogo maia
- Kinyras — Um deus reverenciado em Chipre, mas originário da Síria onde além de ser o deus da fundição de ferro é também o criador da magia e da música.
- Kuan Ti — Mitologia Chinesa - Deus da Guerra.[11][12]
- Kurdalaegon — Para os povos da Ossétia, no Cáucaso, é o deus dos ferreiros e ao mesmo tempo o porteiro do outro mundo, pois é ele que coloca as ferraduras nos cavalos dos homens mortos para que façam a última jornada. Por isso exerce papel essencial nos ritos fúnebres dessa etnia.
- Mu-king
- Nairyosangha
- Nommos ou Nommo, que chegou em um navio, juntamente com o fogo e o trovão em Dogon (é um povo que habita o Mali e o Burkina Faso)
- Sethlans ou Sethlan — Deus etrusco do fogo e dos ferreiros.
- Shossu — Deus dos ferreiros entre os abecazes, do Cáucaso. Sua imagem era representada pela própria bigorna e sobre ela eram celebrados os juramentos e as promessas.
- Svarog — Deus ferreiro da Eslavônia, também é tido como criador do casamento.
- Teljavelick — Na mitologia da Lituânia é o ferreiro divino, que na noite dos tempos criou o Sol em sua forja e o colocou no céu.
- Verbti
- Woto
- Zhu Rong (祝融) — Deus do fogo. Venceu Gong Gong. (Veja: Mitologia chinesa)